# فرزنیوس مدیکال کر

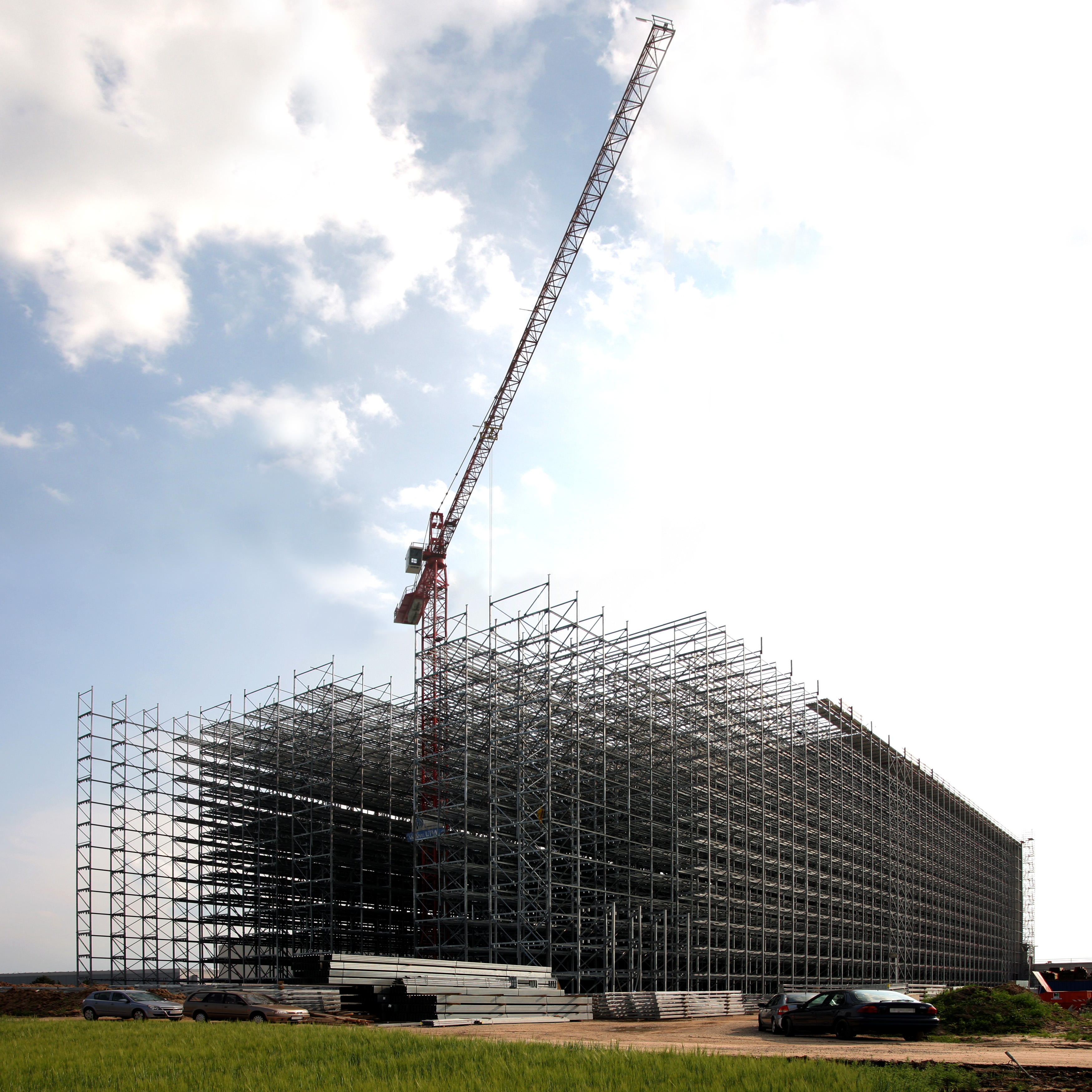
انبار در حال ساخت، متعلق به فرزنیوس مدیکال کر در ایالت هسن آلمان

فرزنیوس مدیکال کر (به آلمانی: Fresenius Medical Care) شرکت آلمانی متخصص در تولید تجهیزات پزشکی و در درجه اول، تولید و عرضه محصولات و تجهیزات مرتبط با دیالیز می‌باشد.
شرکت فرزنیوس مالک ۳۱ درصد از سهام این شرکت است. شرکت فرزنیوس مدیکال کر در سال ۱۹۹۶ با جداسازی شرکت فرزنیوس دیالیز از شرکت اصلی، سپس ادغام آن با شرکت آمریکایی نشنال مدیکال کر تشکیل شد.
بخشی از سهام شرکت فرزنیوس مدیکال کر در بازارهای بورس فرانکفورت و بورس نیویورک معامله می‌شود و جزئی از شاخص دکس آلمان است. 